# Liu Ce-hszin
Liu Ce-hszin (Liu Cixin) (Peking, 1963. június 23. –) kínai tudományos-fantasztikus író. Kilencszeres Galaxy-díjas (1999–2006, 2010), és 2015-ben megkapta a tekintélyes Hugo-díjat a legjobb sci-fi regény kategóriában. 2017-ben a Locus-díjat A háromtest-problémáért, valamint a Kínai Nebula-díjat is. A Kínai Tudományos Írók Szövetségének tagja.

## Élete
A Sanhszi (Shanxi) tartományból származik, de Honan (Henan) tartományban nőtt fel. Apja katonából lett bányász, anyja általános iskolai tanítónő. Liu 1988-ban Csengcsou (Zhengzhou)ban végzett technikusként. Ezután számítógépes szakemberként dolgozott egy távoli erőműben szülőföldjén, Sanhszi (Shanxi) tartományban. Liu ebből az időszakból szerzett tapasztalatait és tudását számos alkalommal kamatoztatta irodalmi munkásságában.

## Munkássága

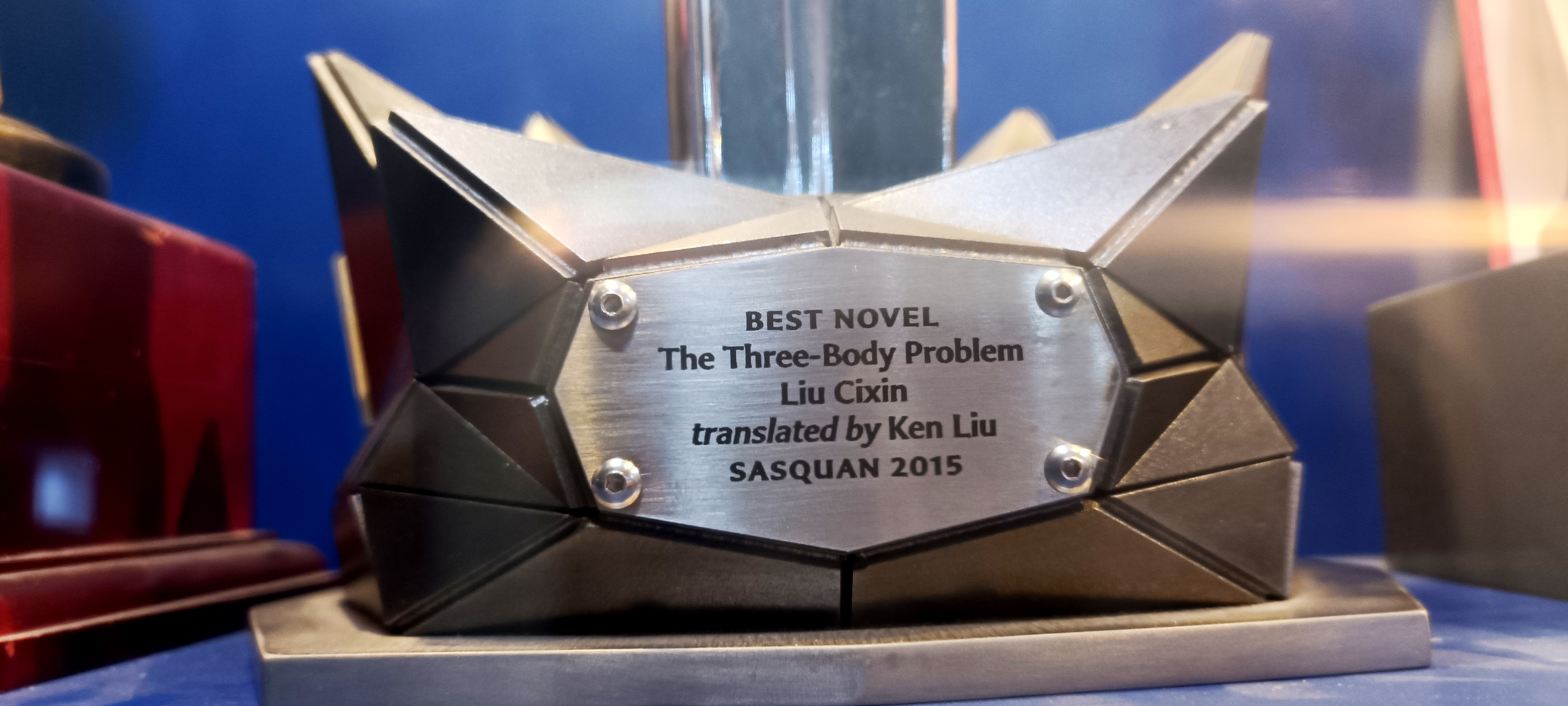
Az író Hugo-díja

Harmincéves kora körül kezdett el az írással foglalkozni. Korai, az 1990-es évek első felében írt műveinek hangvétele útkereső. 1999-ben váratlanul megnyerte a legrangosabb kínai sci-fi elismerést, a Galaxis-díjat. Ezt az elismerést a további években hétszer kapta meg, illetve még 2010-ben is neki ítélték, így vitathatatlanul kiemelkedő alkotónak tekinthető a kínai tudományos fantasztikus irodalomban. 2007-ben jelent meg A háromtest-trilógia első kötete. A regényt Ken Liu angol fordítása tette ismertté a nyugati olvasók számára, amely először 2014-ben jelent meg, és 2015-ben elnyerte a legjobb regénynek járó tekintélyes Hugo-díjat.

## Művei

### Magyar nyelven
- A háromtest-trilógia

1. A háromtest-probléma (三体: 2006; regény, ford. Pék Zoltán, Európa Könyvkiadó, 2018)
2. A sötét erdő (黑暗森林: 2008; regény, ford. Dranka Anita, Európa Könyvkiadó, 2018)
3. A halál vége (死神永生: 2010; regény, ford. Dranka Anita, Európa Könyvkiadó, 2019)

- Hangyák és dinoszauruszok: [Csontcitadella és Sziklaváros elveszett történelme] (regény, ford. Dranka Anita, Európa, 2021)
- Isteni gondoskodás (novella) Láthatatlan bolygók (kínai kortárs science fiction antológia) Ford. Pék Zoltán. Agave Könyvek, 2019)
- A kör (novella) Láthatatlan bolygók (kínai kortárs science fiction antológia) Ford. Pék Zoltán. Agave Könyvek, 2019)

## Filmadaptációk
- A vándorló Föld című film Liu novellafüzére alapján készült.[13]
- A háromtest-trilógia című nagy sikerű könyvsorozatból készítenek szériát a Netflix számára a Trónok harca alkotói.[14]

## Fordítás
- Ez a szócikk részben vagy egészben  a   Liu Cixin című német Wikipédia-szócikk ezen változatának fordításán alapul.  Az eredeti cikk szerkesztőit annak laptörténete sorolja fel. Ez a jelzés csupán a megfogalmazás eredetét és a szerzői jogokat jelzi, nem szolgál a cikkben szereplő információk forrásmegjelöléseként.